# تریان لالسکو
تریان لالسکو (به رومانیایی: Traian Lalescu) (زاده ۱۲ ژوئیه ۱۸۸۲-درگذشته ۱۵ ژوئن ۱۹۲۹ در بخارست) ریاضیدان اهل رومانی بود.
وی در دانشگاه بخارست تحصیل را آغاز کرد و در دانشگاه سوربن با سرپرستی امیل پیکار و رساله ای با نام «درباره معادله ولترا» به دریافت درجه دکتری نایل شد. موضوع رساله او معادلات انتگرال بود. وی در سال ۱۹۱۱ نخستین کتاب به زبان رومانیایی را دربارهٔ معادلات انتگرال به چاپ رساند. لالسکو استاد دانشگاه تیمیشوارا و در سال ۱۹۲۰ رئیس آن بود. از دیگر آثار او کتابی در چهار جلد در زمینه هندسه تحلیلی بود.